# ウィリアム3世暗殺未遂事件

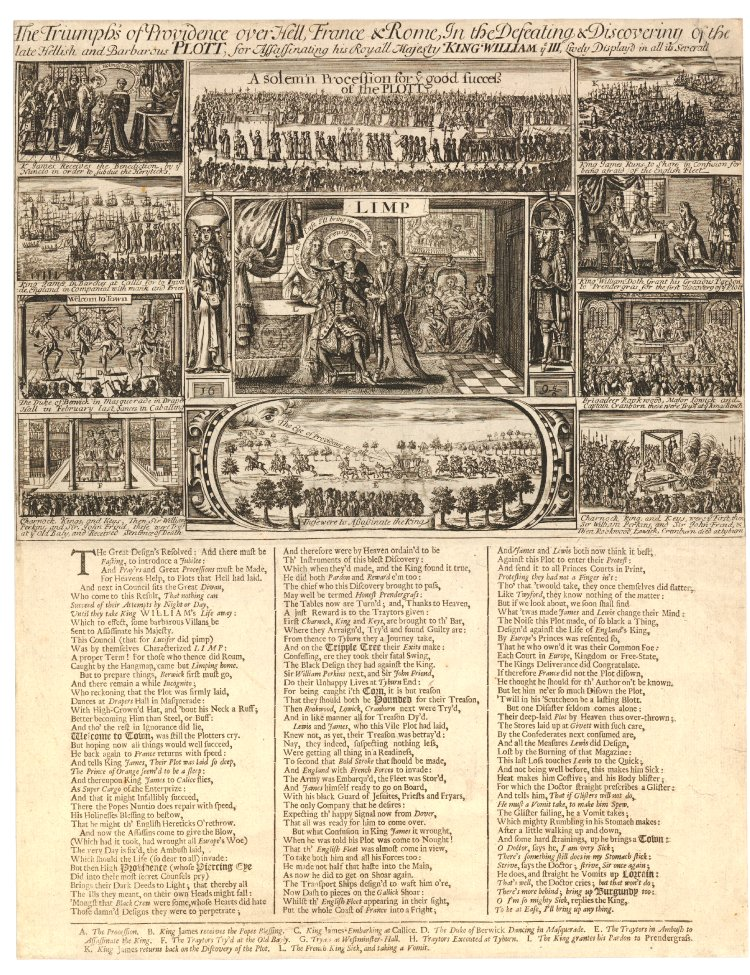
神の摂理の勝利。ウィリアム3世が暗殺を逃れたことを祝った、1696年のブロードシート。

ウィリアム3世暗殺未遂事件（ウィリアム3せいあんさつみすいじけん、英語: Jacobite assassination plot 1696）は1696年初にジョージ・バークレーによる、イングランド王ウィリアム3世を襲撃、暗殺しようとした陰謀。

## 背景
ジャコバイトが1688年から1689年の名誉革命を逆転させようとして引き起こした一連の事件のひとつである。本事件に先立ち、1691年から1692年にはエイルズベリー陰謀（Ailesbury plot）が起きている。1695年に起きたフェンウィック陰謀（Fenwick plot）は本事件と同一視されることもあるが、これは厳密には翌1696年に起きた本事件とは別個のものである。本事件に続いては、1708年にフランスによるスコットランド侵攻計画が持ち上がった。
ロバート・チャーノックは1690年のボイン川の戦いでジョン・パーカーの下、ジャコバイト騎兵の一員として従軍した。1694年、チャーノックはパーカーがロンドンで募った軍勢の指揮官に任命された。この軍勢はウィリアム3世とメアリー2世に対するジャコバイト蜂起のための軍勢である。パーカーはさらにジョージ・パーカーとサー・ウィリアム・パーキンスを仲間に引き入れた後、1694年中に出国した。その時にはチャーノックがウィリアム3世を誘拐してフランスに連行する計画を議論していたが、ジェームズ2世からの指示が事を混乱させ、結局1695年4月にウィリアム3世が出国するまでなんの行動も起こされなかった。
第3代准男爵ジョン・フェンウィックはイングランドの事務についてジェームズ2世に助言する顧問団の1人であり、タカ派であった。メアリー2世が1694年末に死去すると、ジャコバイトはイングランドにおける直接行動に再び志向するようになり、1695年4月にはフランスからの資金援助が届いた。しかし、フェンウィックはチャーノックらの計画に反対、5月にサー・ジョン・フレンドと会談した後、チャーノックをフランスに派遣して大規模な侵攻を計画した。サー・ジョージ・バークレーはベリック公率いる侵攻軍と協力する予定の軍勢の副司令官として派遣された。しかし、バークレーは計画成功の望みがないと考えてフェンウィックを避け、元のウィリアム3世「誘拐」計画を採用した。なお、バークレーの「誘拐」は「暗殺」を婉曲に言ったものとされる。

## 計画

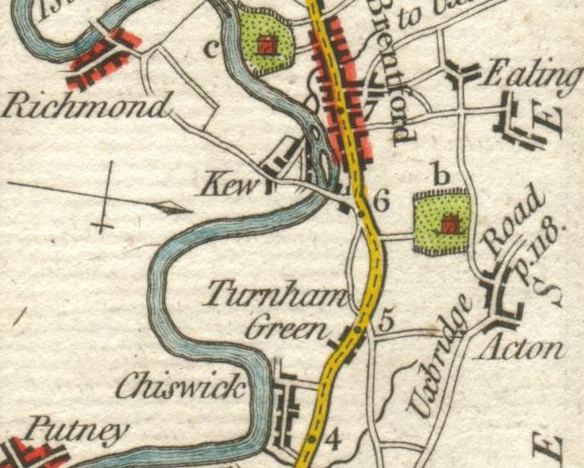
暗殺計画の実行地点近くの地図、1785年。地図で示されたキュー・ブリッジは18世紀中期に建設されたものであり、ウィリアム3世はフェリーで渡河するものとされる。その場合、渡河の途中は一時的に護衛の一部から引き離される予定だった。

計画はウィリアム3世が狩猟から戻るときの癖に基づいている。彼はテムズ川南岸に着くと、キューでフェリーに乗って、現ターナム・グリーンから北側の現ブレントフォードにあたる場所に移動する。バークレイの計画はウィリアム3世とその護衛への奇襲であり、暗殺者は3隊に分け、1隊がウィリアム3世を誘拐、2隊が護衛に対処するとした。護衛とその軍馬6頭が行動できないよう、通路の狭いところが実行地点と定められた。
暗殺計画の準備は進み、暗殺者は1696年2月15日と22日に行動する準備ができた。うち1隊はアンブローズ・ルークウッドが指揮した。

## 陰謀の露見
当時の北部担当国務大臣ウィリアム・トランブルは1695年8月に計画を知った。彼は密告者から情報を得て、初期の捜査を担当した後、ジェームズ・ヴァーノンが引き継いだ。密告者からの噂は絶えず、トマス・プレンダーガストの情報が決定的な手掛かりになった。ジョージ・ポーターは2月13日に彼と接触したが、プレンダーガストはすぐに初代ポートランド伯爵ウィリアム・ベンティンクに陰謀を打ち明けた。彼は2回目の尋問で約40名の陰謀者の詳細を供述した。
しかし、ヴァーノンにとって陰謀の波及が頭痛の種になった。フェンウィックは弁護として、ゴドルフィン伯爵、シュルーズベリー公爵、マールバラ伯爵、オーフォード伯爵を巻き込もうとした。この告発はジャントーの中心部を直撃するものであり、中でもシュルーズベリー公爵はヴァーノンの上司である。さらに運が悪いことに、これらのホイッグ党員は実際にサン＝ジェルマンにいるジェームズ2世と文通していたのであった。

## その後
暗殺の試みは準備が整っていた2月15日にも、22日にもおきず、23日には陰謀者に対する指名手配が出された。初期に逮捕された者はフェンウィックとのつながりがあったが暗殺陰謀には関与していないジャコバイトだった。例えば、3月3日にジェームズ・グラームが逮捕され、ほかにはベヴィル・ヒッゴンスとトマス・ヒッゴンスが逮捕されたが、いずれも後に釈放された。ジャコバイトの陰謀者だったが直接には関与していない第2代エイルズベリー伯爵トマス・ブルースは3月21日にロンドン塔に投獄され、1697年2月にようやく釈放された。モンゴメリー子爵は指名手配が出されると、行方をくらましたが、12月15日に自首した。彼は約7か月間ニューゲート監獄に投獄された。
陰謀に関連する一連の長い裁判は3月に始まった。1695年大逆法の成立時期により、逮捕日が弁護人を選任できるかを決める上で重要となった。サー・ジョン・ホルトは大逆法を文字通りに解釈して、フレンド、パーキンス、チャーノックは弁護人を選任できないとした。フレンドとパーキンスの処刑にウィリアム3世への忠誠を誓っていない聖職者のジェレミー・コリアー、シャドラク・クック（Shadrach Cook）、ウィリアム・スナットが立ち会い、騒ぎを起こした。クックとスナットは裁判にかけられ、コリアーは行方をくらまして法外放置が宣告された。クックとスナットは有罪を宣告されたが釈放され、やがて時が経つと事が立ち消えとなった。
一方、弁護人を選任できたルークウッドなどは4月に処刑された。最終的には合計で9人が処刑された。サー・ジョン・フェンウィックは私権剥奪法で有罪とされ、1697年1月28日に処刑された。ほかにはロバート・カッセルス（Robert Cassels）、ロバート・メルドラム（Robert Meldrum）、ジェームズ・カウンター（James Counter）、ジェームズ・チェンバーズ（James Chambers）、ロバート・ブラックボーン、ジョン・バーナーディ少佐はニューゲート監獄に留置されたまま裁判にかけられず、カウンター以外は釈放されなかった。例えば、バーナーディは1736年に投獄されたまま死去した。

## 政治における影響
政治上では陰謀の露見がジャントーのカントリー党に対する情勢の改善につながり、議会に金銭法案を議決させやすくした。庶民院は「連携」association）の宣告に、実質的にはウィリアム3世への忠誠の誓いに同意した。またウィリアム3世の生存が神の摂理と主張されたが、これはウィリアム3世が妻のメアリー2世の存命中にしかイングランド王位への権利がないとの見方に反するものだった。